# پناهگاه صخره‌ای پیسیرجان
پناهگاه صخره‌ای پیسیرجان مربوط به اواخر دوران پارینه‌سنگی و اوایل دوره نوسنگی است و در شهرستان استهبان، بخش مرکزی، ۷۰۰ متری شمال شرق شهر ایج، دامنه کوه قلاتون واقع شده و این اثر در تاریخ ۱۸ شهریور ۱۳۸۷ با شمارهٔ ثبت ۲۳۴۳۸ به‌عنوان یکی از آثار ملی ایران به ثبت رسیده است.